# Rajko Knežević
Rajko Knežević (Beli Manastir, 5. veljače 1958.), srpski pjesnik iz Hrvatske. 

## Životopis
Osnovnu i srednju školu završio u rodnom gradu, a diplomu inženjera poljoprivrede stekao u Osijeku. Radio je u "Sjemenarstvu" belomanastirske "Mlinsko-pekarske industrije", beljskoj "Poljoprivredi Kneževo" i danas u "Poljoprivrednoj zadruzi" u Belom Manastiru. Kao član folklorne sekcije igrao je u lokalnom KUD-u "Jovan Lazić" od 1976. do 1995. godine, a od 1995. godine do današnjih dana prisutan u KUD-u na drugim dužnostima. Poeziju piše u posljednjih nekoliko godina. Svojim pjesmama sudjelovao je na raznim kulturnim manifestacijama u regiji. 
Pjesma "Opomena" objavljena mu je u 3. broju Belomanastirskog srpski glasnika (2004.), a pjesme "Kad pomislim na te", "Kolo", "Sanak pusti" i opet "Opomena" u zbirci "Kada bih imao kuću" (2007.). Krajem 2007. godine Vijeće srpske nacionalne manjine u Gradu Belom Manastiru objavilo mu je zbirku pjesama "Umorne sjene".